# Almendra (Vila Nova de Foz Côa)
Almendra es una freguesia portuguesa del municipio de Vila Nova de Foz Côa, con 54,51 km² de superficie y 457 habitantes (2001). Su densidad de población es de 8,4 hab/km².

## Galería

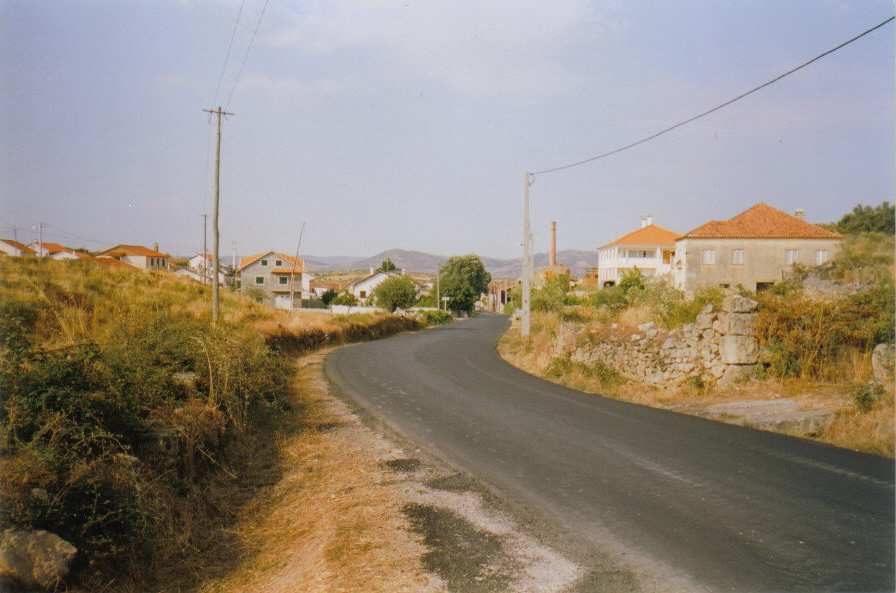
Vista de Almendra